# Daschiin Bjambasüren
Daschiin Bjambasüren (mongolisch Дашийн Бямбасүрэн; * 20. Juni 1942) war der Premierminister der Mongolei vom 11. September 1990 bis zum 21. Juli 1992.

## Leben
Bjambasüren wurde 1942 im Chentii-Aimag in eine burjatische Familie geboren. Er ist Professor der Wirtschaftswissenschaften und hat vor der Wende die staatliche Verwaltungsakademie geleitet.
Als Vertreter der damals noch als Staatspartei herrschenden Mongolischen Revolutionären Volkspartei verhandelte er mit den Teilnehmern des Hungerstreiks auf dem Süchbaatar-Platz 1990. Er gehörte zu den kompromissbereiten Mitgliedern, welche die Demokratisierung der Mongolischen Volksrepublik befürworteten.
Nach der Wende wurde er zum ersten Premierminister der demokratischen Mongolei ernannt. Etwas später machte er den Demokraten Ganbold zu seinem Stellvertreter. In seiner Amtszeit wurden an alle Bürger der Mongolei „Privatisierungs-Voucher“ ausgegeben, welche verwendet werden konnten, um Privateigentum wie Stadtgrundstücke oder Wohnungen zu erwerben.
Nach seiner Regierungszeit betätigte er sich als Gründer und Vorsitzender der Partei der Demokratischen Wiedergeburt, welche 1999 in der Democratic Power Coalition zu den Wahlen antrat. Im gleichen Jahr wurde er mit der „Friedens-Medaille“ ausgezeichnet, zusammen mit Bat-Uul, Tsachiagiin Elbegdordsch, Punsalmaagiin Otschirbat und Sandschaasürengiin Dsorig. Bjambasüren ist ebenfalls Präsident der „Mongolian Development Foundation and Society“.